# Вилаперучо
Вилаперучо (итал. Villaperuccio) је насеље у Италији у округу Карбонија-Иглесијас, региону Сардинија.
Према процени из 2011. у насељу је живело 911 становника. Насеље се налази на надморској висини од 67 м.

## Становништво
| 1931. | 1936. | 1951. | 1961. | 1971. | 1981. | 1991. | 2001. | 2011. |
| ----- | ----- | ----- | ----- | ----- | ----- | ----- | ----- | ----- |
| 902   | 819   | 1.052 | 1.134 | 1.053 | 1.063 | 1.160 | 1.117 | 1.097 |